# Euphorbia desmondii
Euphorbia desmondii ist eine Pflanzenart aus der Gattung Wolfsmilch (Euphorbia) in der Familie der Wolfsmilchgewächse (Euphorbiaceae).

## Beschreibung
Die sukkulente Euphorbia desmondii wächst als kleiner Baum und erreicht eine Höhe von etwa 6 Meter. Der Stammdurchmesser beträgt etwa 10 Zentimeter. Die aufrechten Zweige besitzen drei bis fünf scharfe Kanten und werden 1,5 bis 3,5 Zentimeter dick. An den Kanten befinden sich flache und buchtige Zähne die in einem Abstand von etwa 18 Millimeter zueinander stehen. Die nahezu kreisrunden Dornschildchen werden ungefähr 5 Millimeter groß und die Dornen 3 bis 7 Millimeter lang. Die sukkulenten Blätter haben eine verkehrt eiförmige Blattspreite mit einer in der Regel ausgerandeten Spitze. Die Blätter werden bis 17 Zentimeter lang und 12 Zentimeter breit. Sie stehen an den Neutrieben und verbleiben dort sehr lange.
Der Blütenstand besteht aus ein bis drei einfachen Cymen oder nur aus einem Cyathium. Der Blütenstandstiel wird bis 4,5 Zentimeter lang und die Cyathien erreichen einen Durchmesser von 10 Millimeter. Die länglichen Nektardrüsen sind gelb gefärbt und berühren sich. Der Fruchtknoten ist umgeben von einer Blütenhülle, die aus drei kurzen Zipfeln besteht. Die stumpf gelappte Frucht mit einer gestauchten Basis wird etwa 10 Millimeter lang und 15 Millimeter breit. Sie steht an einem zurückgebogenen und 13 Millimeter langen Stiel. Der kugelförmige Samen hat eine glatte Oberfläche und wird etwa 4 Millimeter groß.

## Verbreitung und Systematik
Euphorbia desmondii ist in Nigeria im Bundesstaat Katsina verbreitet.
Die Erstbeschreibung der Art erfolgte 1955 durch Ronald William John Keay und Edgar Milne-Redhead.